# Bernardino Cacciante
Bernardino Cacciante (Alatri, ... – ...; fl. XVI secolo) è stato uno scrittore italiano.

## Biografia
Nacque ad Alatri nel XVI secolo. Il cognome Cacciante (o Caccianti) gli deriva dal soprannome di un suo antenato che ricevette la corona civica per aver salvato Alatri con onore da un assedio di barbari, e significa per l'appunto "colui che scaccia il nemico". 
Grande umanista, autore di importanti scritti sia in volgare che in latino, la sua figura recentemente rivalutata si staglia come tra le più importanti tra i letterati del Cinquecento. Non molte sono le notizie sulla sua vita; si sa che visse a Roma, Urbino e Mantova. Nell'opera di questo forbito trattista cinquecentesco si fondano armoniosamente tradizioni classiche e cristiane, rivivono i temi noti della giustizia, della liberalità, dell'amicizia, della fortuna, della cupidigia e della ricchezza. Grande interesse nell'ambiente degli studiosi ha suscitato il volume Bernardino Cacciante Aletrinate (Centro Studi Sorani Vincenzo Patriarca, 1982) di Mario Martini, grazie al quale è finalmente stata resa giustizia alle opere del Cacciante. nel libro appaiono alcune tra le principali opere del Cacciante: Libretto apologetico delle donne, Dialogus inscriptus lamentatio, Epistola al Patrizio Romano Latino Giovenale.
| Controllo di autorità | VIAF (EN) 15879030 · ISNI (EN) 0000 0000 2049 1530 · CERL cnp00680406 · BNF (FR) cb12135197x (data) |